# Symfonisk musik
Symfonisk musik är sådan musik som spelas av symfoniorkester. Här innefattas symfonier från äldre och nyare tid men även orkesterverk med annan beteckning, såsom symfonisk dikt, konsertouvertyr, svit, solokonsert med mera.
Symfonisk används även om viss pop- och rockmusik som inspirerats av klassisk musik. Beteckningen symfonisk används dock inte om scenisk musik (opera, operett mm) även om orkesterns storlek och besättning i dessa fall många gånger motsvarar en symfoniorkesters.